# Résidence Arsène-Lafond
La résidence Arsène-Lafond est une maison de style vernaculaire située au 490, rue Saint-Thomas à Joliette au Québec (Canada). La maison  été construite en 1908. Elle a été citée comme immeuble patrimonial par la ville de Joliette en 2016.

## Histoire
La résidence Arsène-Lafond a été construite en 1908 pour le compte d'un électricien d'une division de la Shawinigan Water and Power Company. Elle a été construite dans un style vernaculaire populaire au Québec dans les noyaux villageois entre les années 1880 à 1930. Elle a été citée comme immeuble patrimonial le 18 avril 2016 par la ville de Joliette.

## Architecture
La résidence Arsène-Lafond a été construite dans le style vernaculaire qui a été populaire entre 1880 à 1930. Cette maison d'un étage et demi avec un toit à deux versants comprend une annexe, du côté gauche, comprenant un foyer. Elle comprend quelques éléments inspirés de l'esthétique pittoresque comme des corbeaux et des colonnes ouvragées en bois.